# Akahige
Akahige (em japonês:  赤ひげ; Brasil: O Barba-Ruiva; Portugal: Barba-Ruiva) é um filme do diretor japonês Akira Kurosawa, feito em 1965, com roteiro baseado no romance de Shugoro Yamamoto. 
O filme trata de questões como  desigualdade social e explora dois dos temas favoritos do Kurosawa: humanismo e existencialismo. 

## Sinopse
A história se passa em um hospital de caridade, na cidade de Edo (atualmente Tóquio), no Japão do século XIX. 

## Principais prêmios e indicações
O filme recebeu o prêmio OCIC e Toshiro Mifune recebeu a Copa Volpi de melhor ator no Festival de Veneza em 1965.
Foi indicado ao Globo de Ouro de melhor filme estrangeiro em 1966.